# Cambio en caliente
El término cambio en caliente (hot swap en inglés), o sustitución en caliente, hace referencia a la capacidad de algunos componentes informáticos para ser instalados o sustituidos sin necesidad de detener o alterar la operación normal de la computadora donde se alojan.
Esta denominación se otorga generalmente a componentes esenciales para el funcionamiento de la computadora. El mismo concepto tiene otras denominaciones cuando se aplica a componentes no esenciales. Aparte del ámbito informático, en el mundo industrial se usa este término para describir la inmunidad eléctrica y de operación de los dispositivos, por ejemplo electrónica de adquisición de datos o de control que permite su sustitución en tiempo mínimo al no necesitar apagar previamente todo el sistema.

## Motivación
Generalmente, en todas las organizaciones existen servidores que proporcionan un servicio crítico para la continuidad de su negocio. Dichos servicios críticos requieren que las computadores operen sin interrupción durante veinticuatro horas al día, todos los días del año. No obstante, todas las computadoras sufren en algún momento una avería o requieren la ampliación de alguno de sus componentes. Por regla general, la reparación o sustitución de un componente requiere detener y apagar la operación de la computadora, pero esto no es razonable cuando se trata de servicios críticos.
Los dispositivos de cambio en caliente no tienen este inconveniente ya que pueden ser extraídos de la computadora sin provocar un grave fallo de operación en la misma. Para que esto sea posible es necesario que tanto el dispositivo como la computadora y su sistema operativo estén preparados para esta eventualidad.

## Ejemplos
Los dispositivos más comunes de cambio en caliente son:
- Fuentes de alimentación: es habitual que un equipo servidor cuente con dos o más fuentes de alimentación. Cuando una de ellas se estropea, es posible sustituirla sin detener el servicio.
- Discos duros: en ámbitos corporativos debido a la cantidad de discos duros presentes, los mismos suelen sufrir averías con cierta frecuencia. Normalmente, estos discos se sitúan en una configuración redundante (RAID). De esta manera, es posible extraer el disco averiado y sustituirlo por otro nuevo sin sufrir pérdida de datos y no es necesario dejar fuera de línea el servidor.
- Ventilador: es habitual que una computadora o servidor cuente con más de un ventilador para evacuar el calor residual producido por sus componentes. Al ser ésta una tarea imprescindible para el correcto funcionamiento del equipo, los ventiladores suelen ser componentes que se pueden cambiar en caliente. Al desconectar unos de los ventiladores, el resto trabaja con más intensidad hasta que se completa la reparación o sustitución del ventilador afectado.